# كارلوس نيومان
كارلوس نيومان (بالإسبانية: Carlos Neumann) هو لاعب كرة قدم باراغواياني في مركز الهجوم، ولد في 3 يناير 1986 في Valenzuela, Paraguay ‏ في باراغواي. لعب مع نادي غواراني.